# Frédéric Dohou
Frédéric Dohou (Cotonou, Benim) é um reitor e um político Beninense.
Ele é atualmente o presidente do conselho de administração da Rede de Universidades de Ciências e Tecnologias da África subsariana (Francês: Réseau des Universités des Sciences et Technologies des pays d'Afrique au Sud du Sahara), uma rede de universidades da África Ocidental.